# Text und Ton
Text und Ton ist das Debütalbum des deutschen Popsängers und Rappers Clueso. Es erschien am 30. April 2001 beim Berliner Plattenlabel Four Music.

## Hintergrund
Das aus neunzehn Titeln bestehende Debütalbum Text und Ton wurde mit mehreren Produzenten aufgenommen, darunter Maximilian Schaefer, Albert S. Gabriel, Mr. Kato, Bertil Mark, Axel Hilgenstöhler und Mark Vlek. Mit Spiel da nich mit (2000) und Sag mir wo (2001) erschienen zwei Singleauskopplungen. Begleitet werden diese von Musikvideos, dass von Spiel da nich mit entstand dabei unter der Regie von Thomas Frick.
Auf dem Album setzt Clueso vor allem auf die Mischung verschiedener Genres, so vereint er Deutschen Hip-Hop und Reggaemusik.
Das Frontcover zeigt einen großen weißen Schriftzug mit dem Titel des Albums und darüber ist in roter Schrift der Künstlername Clueso zu lesen.

## Titelliste
| #  | Titel                    | Autor(en)                                      | Produzent(en)                                            | Länge |
| -- | ------------------------ | ---------------------------------------------- | -------------------------------------------------------- | ----- |
| 1  | Intro                    | Clueso                                         | Clueso, Maximilian Schaefer                              | 1:52  |
| 2  | Deine Stimme             | Clueso                                         | Albert S. Gabriel, Mr. Kato                              | 2:55  |
| 3  | Sonne geht auf           | Clueso                                         | Axel Hilgenstöhler, Bertil Mark, Clueso, Paul J. Greco   | 3:33  |
| 4  | Grid Locked              | Clueso, Mark Vlek, Snaz                        | Albert S. Gabriel                                        | 4:20  |
| 5  | My Own World             | Clueso                                         | Albert S. Gabriel                                        | 1:53  |
| 6  | Gib mir Mut              | Clueso                                         | Albert S. Gabriel                                        | 3:34  |
| 7  | Sweet Memories           | Clueso                                         | Albert Gabriel, Axel Hilgenstöhler, Clueso               | 3:24  |
| 8  | Kaffee                   | Clueso                                         | Axel Hilgenstöhler, Bertil Mark, Clueso                  | 2:13  |
| 9  | Jenseits von eben        | Clueso                                         | Albert S. Gabriel                                        | 1:30  |
| 10 | Never Been Broke         | Clueso                                         | Clueso, Maximilian Schaefer                              | 1:38  |
| 11 | Old To The New           | Clueso, George Phiri, Thomas Wolf              | Clueso, Maximilian Schaefer                              | 4:35  |
| 12 | Die Lauten stinken nicht | Clueso                                         | Albert S. Gabriel                                        | 1:52  |
| 13 | Nimm dir die Zeit        | Clueso                                         | Clueso                                                   | 2:55  |
| 14 | Sag mir wo               | Axel Hilgenstöhler, Clueso, Albert S. Gabriel  | Clueso                                                   | 3:39  |
| 15 | Master Girl              | Clueso                                         | Clueso, Mark Vlek                                        | 1:50  |
| 16 | Spiel da nich mit        | Clueso                                         | Albert S. Gabriel, Clueso, Maximilian Schaefer, Mr. Kato | 4:15  |
| 17 | Text und Ton             | Clueso                                         | Albert S. Gabriel                                        | 0:53  |
| 18 | Migrant Souls            | Clueso, George Phiri, Herbert Willi Schwamborn | Clueso, Maximilian Schaefer                              | 3:33  |
| 19 | Auf und ab               | Clueso                                         | Clueso, Maximilian Schaefer                              | 3:41  |

## Rezeption
Stefan Johannesberg, Musikkritiker von laut.de, lobte die „Kombination von Rap/Hip Hop und Ragga/Reggae-Styles“ und befand, dass Clueso auf seinem Debütalbum Text und Ton „[…] Hip Hop mit Reggae zu einem fruchtigen Cocktail gemixt“ habe.